# BTA-6

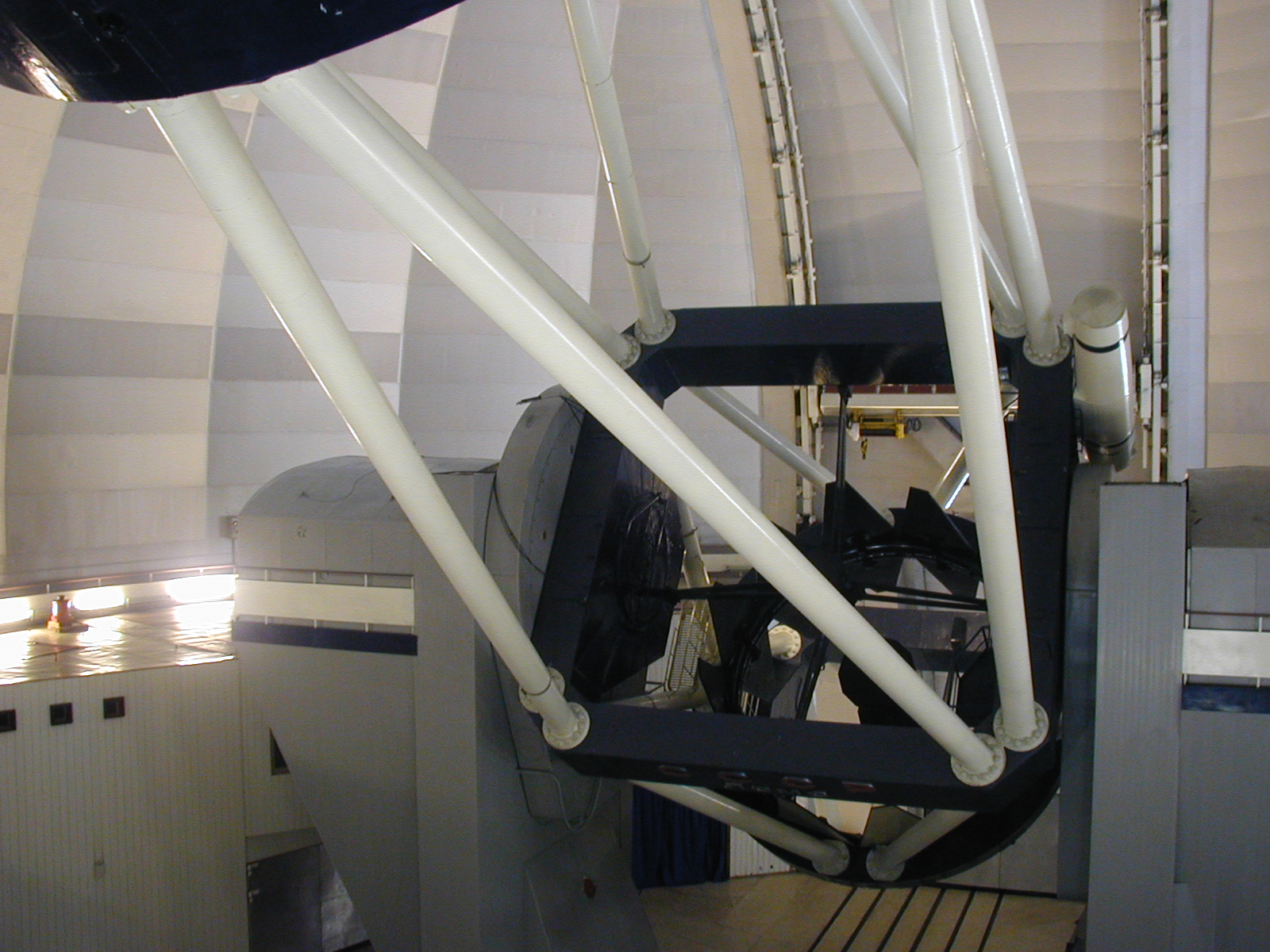
Specchio primario del telescopio

Il BTA-6 è un telescopio ottico facente parte dell'Osservatorio astrofisico speciale dell'Accademia russa delle scienze, situato nel distretto di Zelenčukskij rajon, nella catena montuosa del Caucaso. The BTA-6, con la prima luce nel 1975, è stato con il suo specchio del diametro di 6 m il più grande del mondo, fino alla costruzione del Keck 1, di 10 m. È un pioniere della costruzione dei telescopi, avendo un sistema di controllo computerizzato.